# Абугида
Абугида е термин, обозначаващ типа позвукови писмени системи, при които гласният звук се отбелязва чрез модифициране на знака, обозначаващ предхождащия я съгласен. Така абугидите съставят различна категория от абджадите, където единствено съгласните звукове биват отбелязвани, и от азбуките, при които има отделни графеми както за съгласните, така и за гласните.
Етимологично терминът абугида идва от названията на първите четири букви от писмеността геез по аналогичен начин както думата азбука идва от названията на първите две букви от глаголицата и кирилицата.

## История и разпространение
Абугиди са възникнали на различни места по света, най-вероятно без връзка или оказване на някакво влияние помежду си. Една голяма група родствени писмености се използва за езиците от индийския субконтинент – сред тези е и деванагари, абугидата на хинди. Абугидата геез, от която произлиза наименованието на категорията писмени системи, принадлежи към етиопска група от писмености.

## Особености
Въпросната модификация най-често е под формата на диакритики, както е случаят с деванагари. Любопитни са писменостите, използвани за езиците на някои северноамерикански индиански народи, които завъртат знака, обозначаващ съгласния звук: например пе ᐯ, па ᐸ, пи ᐱ, по ᐳ.